# Kálváriakereszt
Névváltozatatok:
passiókereszt

fr: croix du Calvaire, en: stepped cross, calvary cross, graded cross, cross degraded, altar cross, cross peronnée, de: Passionskreuz, Calvarienkreuz, Schwellenkreuz, Stufenkreuz, Hochkreuz, hohes Kreuz, lateinisches Kreuz

Rövidítések:

A kálváriakereszt leggyakrabban három lépcsőzetes emelvényen álló kereszt. Az oldalsó szárak a függőlegeshez viszonyítva jóval rövidebbek. 
Először a római katakombákban fordul elő egy márványtáblán. A 6. században földfolyóra helyezve jelenik meg a Sant’Apollinare templom kóruslépcsőjén Classe-ban, Ravenna mellett.   
A heraldikában ritkán használják. Előfordul a fuldai püspök címerének sisakdíszeként. Bárczay Oszkár kálváriakeresztnek nevezi a magyar címerben a hármas halomra helyezett (kettős) keresztet is. Szerinte a hármas halom a Kálváriát (a Golgota-hegyet) jelképezi, ahol Jézust keresztre feszítették. Ez egy kis domb volt Jeruzsálem falain kívül. A jelentése 'a koponya helye', részben a hegy alakja után, részben pedig a sok szenvedés helyeként. 

Lépcsősvégű kereszt (fr: croix perronnée, en: cross degraded, cross graded, cross with each arm ending in degrees, de: Treppenkreuz, Stufenkreuz, Schwellenkreuz, Säulenkreuz, Staffelkreuz, Absatzkreuz, es: cruz escalonada, it: croce scalinata, nl: kruis op trapvormige voet), a mancsos kereszt egyik változatának is tekinthető; előfordul két lépcsővel és háromnál többel is, egészen nyolcig